# Cerinthe glabra
Cerinthe glabra — вид квіткових рослин з родини шорстколистих (Boraginaceae). Ареал: Австрія, Болгарія, Словаччина, Франція, Німеччина, Італія, Північний Кавказ, Польща, Швейцарія, Грузія, Туреччина, Албанія, Хорватія.

## Середовище
Росте у вологих і досить тінистих гірських і субальпійських місцях проживання, часто на вапняковій основі.

## Біоморфологічний опис
Це дворічна або багаторічна трав'яниста рослина з висхідним або прямим стеблом, 15–50 см завдовжки, у верхній частині вилчасто розгалужене, голе. Нижні листки черешкові, від видовжених до оберненояйцеподібних, верхні — сидячі, від яйцеподібних до трикутних, при основі серцеподібні, голі. Квітки ростуть у волоті; частки чашечки еліптичні, тупі, голі або тонко війчасті. Віночок 8–13 мм завдовжки і 3–4 мм завширшки, не більш як у 2 рази довший за чашечку, розділений на 1/6–1/4, жовтий, з 5 темно-червоними плямами, частки яйцеподібні, загнуті на верхівці. Цвіте в травні — липні.